# Représentations diplomatiques au Groenland
Cette page répertorie les représentations diplomatiques accréditées au Groenland. Le Groenland est une dépendance du Danemark située physiographiquement en Amérique du Nord, mais associée politiquement et culturellement à l'Europe, du fait de sa dépendance. Il n'y a aucune ambassade au Groenland, mais on peut y retrouver 13 consulats honoraires et deux consulats généraux, tous localisés dans la capitale Nuuk.
En 2020, les États-Unis ouvrent un consulat à Nuuk, dans une période où ils étaient en négociations avec le Danemark pour acheter le Groenland. Un ancien consulat américain était actif à Godthab, l'ancien nom de la capitale groenlandaise, de 1940 à 1953. Elle servait à empêcher les Nazis d'occuper le territoire à la suite de leur annexion du Danemark en 1940 pendant la Seconde Guerre mondiale.

## Haut-commissariat
Le haut-commissaire (Rigsombudsmanden i Grønland) agit en tant que représentant du Danemark au Groenland. Il réside au haut-commissariat situé à Nuuk.

## Consulats honoraires

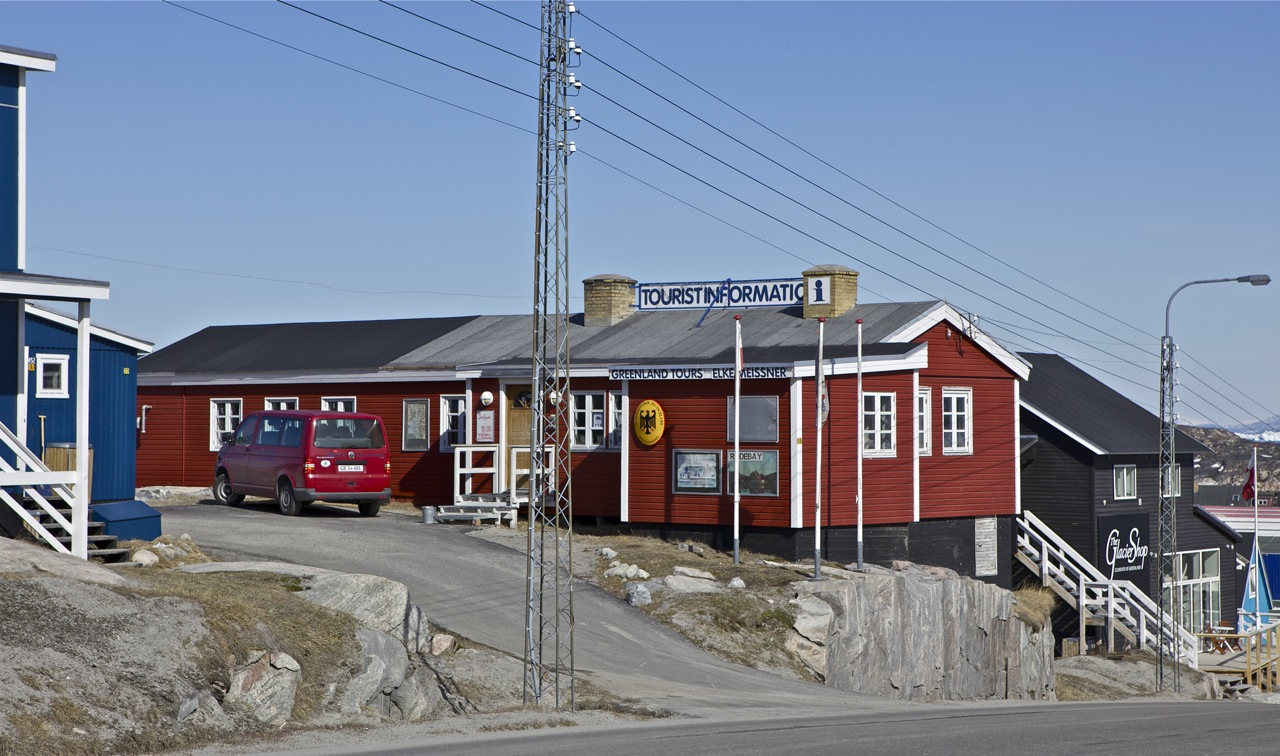
Consulat honoraire d'Allemagne à Ilulissat.

### Ilulissat
- Allemagne[3]

### Nuuk
| - Allemagne - Belgique - Canada - Corée du Sud - Finlande - France - Luxembourg - Norvège - Pays-Bas - Royaume-Uni - Russie - Suède - Tchécoslovaquie |

### Qaqortoq
- Lettonie[17]

### Tasiilaq
- Islande[réf. nécessaire]

## Consulats généraux
Résidants à Nuuk, sauf indication contraire.
- Islande[18]
- États-Unis[19]

## Anciens consulats
- États-Unis (Godthab)[1]